# Gutarzewo
Gutarzewo is een plaats in het Poolse district  Płoński, woiwodschap Mazovië. De plaats maakt deel uit van de gemeente Sochocin en telt 163 inwoners.